# Lista planetelor minore/33901–34000
Aceasta este Lista planetelor minore/33901–34000; pentru a naviga prin lista completă vezi Lista planetelor minore.
Pentru ale detalii vezi și Proiect:Astronomie sau Portal:Astronomie.
| Nume             | Denumire provizorie | Data descoperirii | Locul descoperirii | Descoperitor(i)    |
| ---------------- | ------------------- | ----------------- | ------------------ | ------------------ |
| 33901 -          | 2000 KJ56           | 27 mai 2000       | Socorro            | LINEAR             |
| 33902 -          | 2000 KU64           | 27 mai 2000       | Socorro            | LINEAR             |
| 33903 -          | 2000 KH68           | 30 mai 2000       | Anderson Mesa      | LONEOS             |
| 33904 -          | 2000 KC77           | 27 mai 2000       | Socorro            | LINEAR             |
| 33905 -          | 2000 KB80           | 27 mai 2000       | Socorro            | LINEAR             |
| 33906 -          | 2000 KL81           | 26 mai 2000       | Kitt Peak          | Spacewatch         |
| 33907 -          | 2000 LP4            | 5 iunie 2000      | Socorro            | LINEAR             |
| 33908 -          | 2000 LL6            | 5 iunie 2000      | Socorro            | LINEAR             |
| 33909 -          | 2000 LU7            | 5 iunie 2000      | Socorro            | LINEAR             |
| 33910 -          | 2000 LJ9            | 5 iunie 2000      | Socorro            | LINEAR             |
| 33911 -          | 2000 LM11           | 4 iunie 2000      | Socorro            | LINEAR             |
| 33912 -          | 2000 LV13           | 6 iunie 2000      | Socorro            | LINEAR             |
| 33913 -          | 2000 LK14           | 7 iunie 2000      | Socorro            | LINEAR             |
| 33914 -          | 2000 LN14           | 7 iunie 2000      | Socorro            | LINEAR             |
| 33915 -          | 2000 LA15           | 5 iunie 2000      | Črni Vrh           | Črni Vrh           |
| 33916 -          | 2000 LF19           | 8 iunie 2000      | Socorro            | LINEAR             |
| 33917 -          | 2000 LK19           | 8 iunie 2000      | Socorro            | LINEAR             |
| 33918 -          | 2000 LL19           | 8 iunie 2000      | Socorro            | LINEAR             |
| 33919 -          | 2000 LV19           | 8 iunie 2000      | Socorro            | LINEAR             |
| 33920 -          | 2000 LZ20           | 8 iunie 2000      | Socorro            | LINEAR             |
| 33921 -          | 2000 LC21           | 8 iunie 2000      | Socorro            | LINEAR             |
| 33922 -          | 2000 LB23           | 6 iunie 2000      | Kitt Peak          | Spacewatch         |
| 33923 -          | 2000 LH25           | 7 iunie 2000      | Socorro            | LINEAR             |
| 33924 -          | 2000 LS26           | 1 iunie 2000      | Anderson Mesa      | LONEOS             |
| 33925 -          | 2000 LB27           | 11 iunie 2000     | Valinhos           | P. R. Holvorcem⁠(d) |
| 33926 -          | 2000 LC27           | 6 iunie 2000      | Anderson Mesa      | LONEOS             |
| 33927 -          | 2000 LH27           | 6 iunie 2000      | Anderson Mesa      | LONEOS             |
| 33928 -          | 2000 LJ27           | 6 iunie 2000      | Anderson Mesa      | LONEOS             |
| 33929 Lisaprato  | 2000 LP27           | 6 iunie 2000      | Anderson Mesa      | LONEOS             |
| 33930 -          | 2000 LQ27           | 6 iunie 2000      | Anderson Mesa      | LONEOS             |
| 33931 -          | 2000 LW28           | 6 iunie 2000      | Anderson Mesa      | LONEOS             |
| 33932 -          | 2000 LZ28           | 6 iunie 2000      | Anderson Mesa      | LONEOS             |
| 33933 -          | 2000 LE29           | 9 iunie 2000      | Anderson Mesa      | LONEOS             |
| 33934 -          | 2000 LA30           | 7 iunie 2000      | Socorro            | LINEAR             |
| 33935 -          | 2000 LH30           | 7 iunie 2000      | Socorro            | LINEAR             |
| 33936 -          | 2000 LL30           | 7 iunie 2000      | Socorro            | LINEAR             |
| 33937 -          | 2000 LZ31           | 5 iunie 2000      | Anderson Mesa      | LONEOS             |
| 33938 -          | 2000 LT33           | 4 iunie 2000      | Haleakala          | NEAT               |
| 33939 -          | 2000 LO35           | 1 iunie 2000      | Anderson Mesa      | LONEOS             |
| 33940 -          | 2000 LS35           | 1 iunie 2000      | Anderson Mesa      | LONEOS             |
| 33941 -          | 2000 LX35           | 1 iunie 2000      | Anderson Mesa      | LONEOS             |
| 33942 -          | 2000 LA36           | 1 iunie 2000      | Anderson Mesa      | LONEOS             |
| 33943 -          | 2000 LE36           | 1 iunie 2000      | Haleakala          | NEAT               |
| 33944 -          | 2000 MA             | 16 iunie 2000     | Valinhos           | P. R. Holvorcem⁠(d) |
| 33945 -          | 2000 MR             | 24 iunie 2000     | Haleakala          | NEAT               |
| 33946 -          | 2000 MV             | 24 iunie 2000     | Reedy Creek        | J. Broughton⁠(d)    |
| 33947 -          | 2000 ML1            | 25 iunie 2000     | Socorro            | LINEAR             |
| 33948 -          | 2000 MA2            | 25 iunie 2000     | Farpoint           | Farpoint           |
| 33949 -          | 2000 MP4            | 25 iunie 2000     | Socorro            | LINEAR             |
| 33950 -          | 2000 MY4            | 25 iunie 2000     | Socorro            | LINEAR             |
| 33951 -          | 2000 MD5            | 26 iunie 2000     | Socorro            | LINEAR             |
| 33952 -          | 2000 ML5            | 26 iunie 2000     | Socorro            | LINEAR             |
| 33953 -          | 2000 MM6            | 30 iunie 2000     | Haleakala          | NEAT               |
| 33954 -          | 2000 ND             | 1 iulie 2000      | Prescott⁠(d)        | P. G. Comba⁠(d)     |
| 33955 -          | 2000 NC3            | 6 iulie 2000      | Prescott           | P. G. Comba        |
| 33956 -          | 2000 NN3            | 3 iulie 2000      | Socorro            | LINEAR             |
| 33957 -          | 2000 NG5            | 7 iulie 2000      | Socorro            | LINEAR             |
| 33958 -          | 2000 NK5            | 7 iulie 2000      | Socorro            | LINEAR             |
| 33959 -          | 2000 ND6            | 3 iulie 2000      | Kitt Peak          | Spacewatch         |
| 33960 -          | 2000 NJ9            | 7 iulie 2000      | Socorro            | LINEAR             |
| 33961 -          | 2000 NO9            | 7 iulie 2000      | Socorro            | LINEAR             |
| 33962 -          | 2000 NR9            | 6 iulie 2000      | Socorro            | LINEAR             |
| 33963 -          | 2000 NA10           | 7 iulie 2000      | Socorro            | LINEAR             |
| 33964 -          | 2000 NS10           | 6 iulie 2000      | Anderson Mesa      | LONEOS             |
| 33965 -          | 2000 NY10           | 10 iulie 2000     | Valinhos           | P. R. Holvorcem⁠(d) |
| 33966 -          | 2000 NC11           | 10 iulie 2000     | Valinhos           | P. R. Holvorcem    |
| 33967 -          | 2000 NO12           | 5 iulie 2000      | Anderson Mesa      | LONEOS             |
| 33968 -          | 2000 NF13           | 5 iulie 2000      | Anderson Mesa      | LONEOS             |
| 33969 -          | 2000 NM13           | 5 iulie 2000      | Anderson Mesa      | LONEOS             |
| 33970 -          | 2000 NC14           | 5 iulie 2000      | Anderson Mesa      | LONEOS             |
| 33971 -          | 2000 NL14           | 5 iulie 2000      | Anderson Mesa      | LONEOS             |
| 33972 -          | 2000 NO15           | 5 iulie 2000      | Anderson Mesa      | LONEOS             |
| 33973 -          | 2000 NS16           | 5 iulie 2000      | Anderson Mesa      | LONEOS             |
| 33974 -          | 2000 ND17           | 5 iulie 2000      | Anderson Mesa      | LONEOS             |
| 33975 -          | 2000 NF17           | 5 iulie 2000      | Anderson Mesa      | LONEOS             |
| 33976 -          | 2000 NL19           | 5 iulie 2000      | Anderson Mesa      | LONEOS             |
| 33977 -          | 2000 NY19           | 5 iulie 2000      | Anderson Mesa      | LONEOS             |
| 33978 -          | 2000 NX20           | 6 iulie 2000      | Anderson Mesa      | LONEOS             |
| 33979 -          | 2000 NJ21           | 7 iulie 2000      | Socorro            | LINEAR             |
| 33980 -          | 2000 NW21           | 7 iulie 2000      | Socorro            | LINEAR             |
| 33981 -          | 2000 NH22           | 7 iulie 2000      | Anderson Mesa      | LONEOS             |
| 33982 -          | 2000 NQ23           | 5 iulie 2000      | Anderson Mesa      | LONEOS             |
| 33983 -          | 2000 NV23           | 5 iulie 2000      | Anderson Mesa      | LONEOS             |
| 33984 -          | 2000 NU24           | 4 iulie 2000      | Anderson Mesa      | LONEOS             |
| 33985 -          | 2000 NG25           | 4 iulie 2000      | Anderson Mesa      | LONEOS             |
| 33986 -          | 2000 NK25           | 4 iulie 2000      | Anderson Mesa      | LONEOS             |
| 33987 -          | 2000 NV25           | 4 iulie 2000      | Anderson Mesa      | LONEOS             |
| 33988 -          | 2000 NQ26           | 4 iulie 2000      | Anderson Mesa      | LONEOS             |
| 33989 -          | 2000 NC27           | 4 iulie 2000      | Anderson Mesa      | LONEOS             |
| 33990 -          | 2000 ND27           | 4 iulie 2000      | Anderson Mesa      | LONEOS             |
| 33991 -          | 2000 NB28           | 3 iulie 2000      | Socorro            | LINEAR             |
| 33992 -          | 2000 OQ             | 23 iulie 2000     | Reedy Creek        | J. Broughton⁠(d)    |
| 33993 -          | 2000 OS             | 23 iulie 2000     | Reedy Creek        | J. Broughton       |
| 33994 Regidufour | 2000 OR1            | 26 iulie 2000     | Needville⁠(d)       | Needville⁠(d)       |
| 33995 -          | 2000 OV1            | 26 iulie 2000     | Farpoint           | Farpoint           |
| 33996 -          | 2000 OK2            | 28 iulie 2000     | Prescott⁠(d)        | P. G. Comba⁠(d)     |
| 33997 -          | 2000 OK3            | 24 iulie 2000     | Socorro            | LINEAR             |
| 33998 -          | 2000 OW3            | 24 iulie 2000     | Socorro            | LINEAR             |
| 33999 -          | 2000 OG4            | 24 iulie 2000     | Socorro            | LINEAR             |
| 34000 -          | 2000 OL4            | 24 iulie 2000     | Socorro            | LINEAR             |